# یواس‌اس هرمیتاج (ای‌پی-۵۴)
یواس‌اس هرمیتاج (ای‌پی-۵۴) (به انگلیسی: USS Hermitage (AP-54)) یک کشتی بود که طول آن ۵۵۵ فوت (۱۶۹ متر) بود. این کشتی در سال ۱۹۲۵ ساخته شد.